# Desmiphora senicula
Desmiphora senicula är en skalbaggsart som beskrevs av Bates 1866. Desmiphora senicula ingår i släktet Desmiphora och familjen långhorningar. Inga underarter finns listade i Catalogue of Life.